# Sant Martí de Fontanet de Cabó
Sant Martí de Fontanet de Cabó és una església de Cabó (Alt Urgell) inclosa a l'Inventari del Patrimoni Arquitectònic de Catalunya.

## Descripció
Edifici religiós d'una nau amb la volta esfondrada. A la façana principal es troba la porta d'arc de mig punt adovellada, un petit ull de bou i el campanar d'espadanya d'un ull. És una construcció rústega de pedres unides amb morter sense fer filades.